# صخره‌ماهیان
صخره‌ماهیان (نام علمی: Sebastidae) نام یک تیره از راسته عقرب‌ماهی‌سانان است.